# Margraviato de Bergen op Zoom

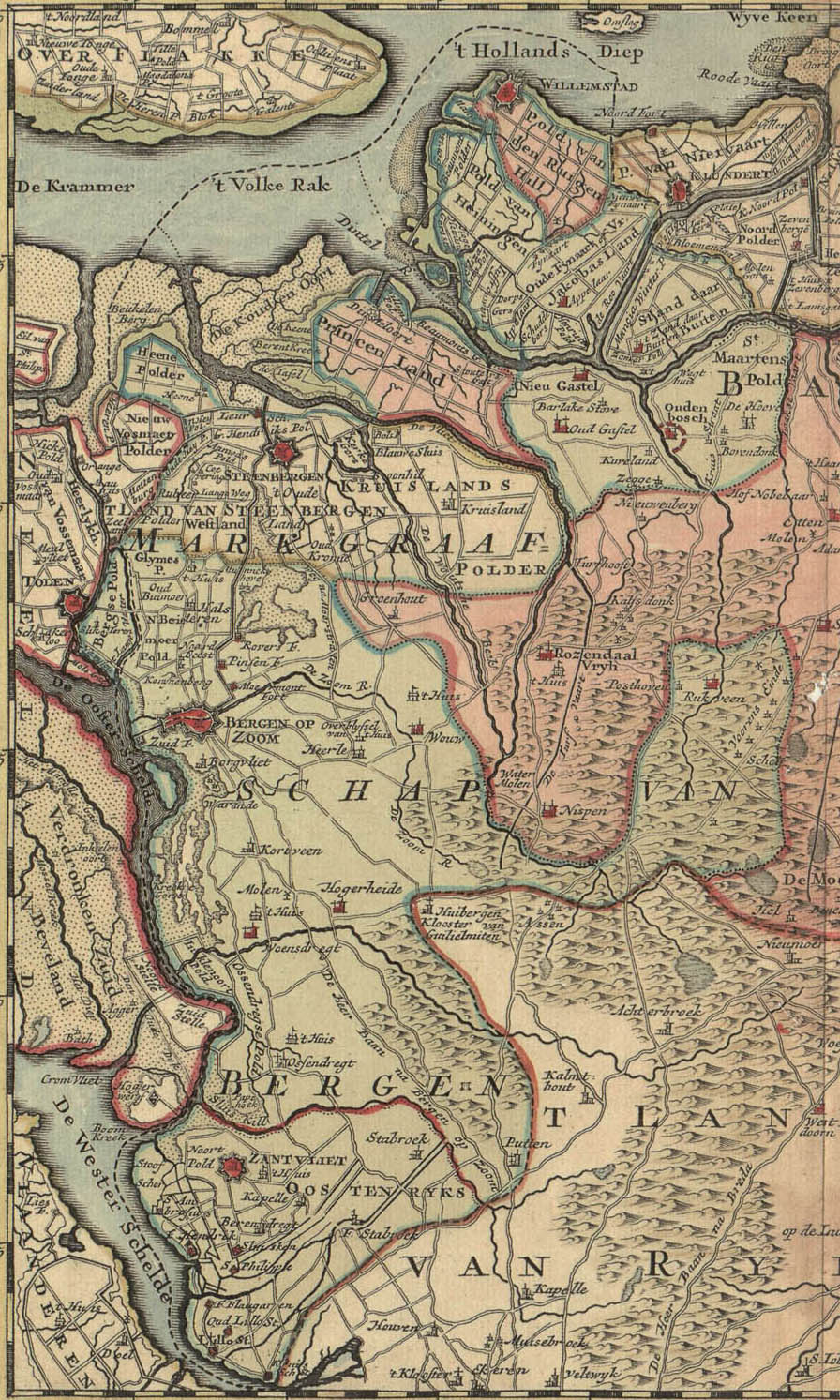
Mapa del margraviato de Bergen op Zoom de 1747

El margraviato de Bergen op Zoom fue un señorío y después un margraviato (correspondiente del Sacro Imperio Romano para el marquesado) neerlandés, originado en 1287 y extinto en la propia independencia territorial en 1795.
Bergen op Zoom fue separado del señorío de Breda, al cual estaba originariamente ligado, en 1287, y fue puesto bajo el formal señorío del duque de Brabante. En 1559 el señorío fue elevado a margraviato. El título duró hasta 1795, cuando fue abolido.

## Señores de Bergen op Zoom

### Casa de Wezemaal
- Gerard (1287-1309)
- Arnold (1309-1313)
- Mathilde (1313-1340)

### Casa de Voorne
- Johanna (1340-1349)

### Casa de Boutershem
- Hendrik I  (1351-1371)
- Hendrik II (1371-1419)
- Hendrik III (1419)

### Casa de Glymes
- Jan I (1419-1427)
- Jan II "Met den Lippen" (1427-1494)
- Jan III (1494-1532)
- Anton (1532-1541)

## Margraves de Bergen op Zoom (desde 1559)

### Casa de Glymes
- Jan IV (1541-1567)

### Casa de Mérode
- Maria Margaretha (1577-1588)

### Casa de Wittem
- Maria Mencia (1588-1613)

### Casa de van den Bergh
- Maria Elizabeth I (1614-1633)
- Maria Elizabeth II (1635-1671)

### Casa deHohenzollern
- Henriëtte Franzisca (1672-1698)

### Casa dela Tour d'Auvergne
- Francois Egon (1698-1708)
- Maria Enrichetta (1708-1728)

### Casa delPalatinado-Sulzbach
- Carlos Teodoro (1729-1795)

- Datos: Q1900720